# Reńsko (Warnice)
Reńsko (deutsch Schönbrunn) ist ein Dorf in der Woiwodschaft Westpommern in Polen. Es gehört zur Gmina Warnice (Gemeinde Warnitz) im Powiat Pyrzycki (Pyritzer Kreis)

## Geographische Lage
Das Dorf liegt in der historischen Landschaft Weizacker in Hinterpommern, etwa 30 Kilometer südöstlich von Stettin. Nachbarorte sind im Norden Dębica (Damnitz), im Nordosten Warnice (Warnitz), im Süden Obryta (Groß Schönfeld) und im Westen Wierzbno (Werben).
Am westlichen Rand der Bebauung verläuft die Bahnstrecke Stargard–Godków (Bahnstrecke Stargard–Jädickendorf), an der hier aber kein Bahnhof besteht.

## Geschichte
Das Dorf wurde im 19. Jahrhundert als Wohnplatz von Damnitz gegründet: Bei der Regulierung der gutsherrlichen und bäuerlichen Verhältnisse (siehe: Preußische Agrarverfassung) des Dorfes Damnitz, die in den Jahren 1839 bis 1844 stattfand, erhielt einer der Bauern 175 Morgen Land südlich des Dorfes zugeteilt. Auf diesen Flächen errichtete er sich außerhalb des Dorfes einen Hof. Der Hof lag bei seiner Gründung an der Landstraße von Pyritz nach Stargard.
Für den Ort, auf dem der Hof erbaut wurde, ist die Flurbezeichnung wulsch überliefert. Möglicherweise findet sich hier der mons Wolsigore wieder, der seit Ende des 12. Jahrhunderts in Urkunden zur Grenzbezeichnung verwendet wurde, erstmals in einer Urkunde aus 1186/1187, und der in dieser Gegend zu suchen ist. Der Neustettiner Heimatkundler Friedrich Wilhelm Schmidt nahm dies an, der Historiker Hermann Hoogeweg sah ihn hingegen „vielleicht ... in der 35 m hohen Erhebung nordöstlich von Groß-Schönfeld“, nach dem Bearbeiter des Pommerschen Urkundenbuchs ist die Lage überhaupt „nicht näher bestimmbar“.
Der Hof wurde anfänglich Grün-Damnitz genannt. Den späteren Ortsnamen Schönbrunn „soll dem Gehöft ein Prinz gegeben haben, der nach langem Ritte dort von dem Bauern durch einen frischen Trunk aus dem Brunnen erquickt wurde“.
Vor 1945 bildete Schönbrunn einen Wohnplatz in der Gemeinde Damnitz und gehörte mit dieser zum Kreis Pyritz der preußischen Provinz Pommern.
Nach dem Zweiten Weltkrieg kam Schönbrunn, wie ganz Hinterpommern, an Polen. Das Dorf erhielt den polnischen Ortsnamen „Reńsko“. Heute bildet es ein eigenes Schulzenamt in der Gmina Warnice (Gemeinde Warnitz).